# Marija Kiseljova
Marija Kiseljova, född den 28 september 1974 i Samara, Ryssland, är en rysk konstsimmare.
Hon tog OS-guld i lagtävlingen i konstsim och även OS-guld i duett i konstsim i samband med de olympiska konstsimstävlingarna 2000 i Sydney.
Hon tog OS-guld igen i lagtävlingen i konstsim i samband med de olympiska konstsimstävlingarna 2004 i Aten.